# ユーラシア連合

現在のユーラシア連合の候補国
ユーラシア委員会の参加国
候補国
将来的な候補国

ユーラシア連合（ユーラシアれんごう、ロシア語: Евразийский Союз; ベラルーシ語: Еўразійскі Саюз; カザフ語: Еуразиялық Одақ、EAU）とは経済連携協定、政治的連携を行う構想。ロシア、カザフスタン、ベラルーシなどのユーラシア関税同盟が基礎となる。「Союз｣は「同盟」や「連邦」とも訳されている。

## 概要
欧州連合の統合に基づいているとされる構想。ロシア・ベラルーシ連盟国、ユーラシア経済共同体、集団安全保障条約、独立国家共同体などの他の条約や地域組織が、ユーラシア連合の基礎となる。この構想は、ロシア大統領(第3期目)決定直後の2011年10月、ロシア連邦首相ウラジーミル・プーチンの発言によって注目されるようになった。発案者は、カザフスタンのヌルスルタン・ナザルバエフ大統領。1994年5月、モスクワ大学のスピーチ中に、ユーラシア連合の概念を、提唱した。
ヴィクトル・フリステンコ産業貿易相は、この構想について「商品、サービス、資本、労働力の自由な動き、信用貨幣、通貨、予算政策。これらの透明性の高い、調整の取れた統合プロセスの創設が、最も重要」、「将来、経済政策、戦略、法、技術的基準の統一を計画している」、「ユーラシア連合に加盟した国は、通貨連合を作ることを強制されない」と語っている。2011年11月18日、ベラルーシ、カザフスタン、ロシアの大統領は合意に調印し、ユーラシア連合の設立を2015年までに目指すという目標を設定した。この構想には「未来の統合のためのユーラシア委員会の設立」と「統一経済空間の発展のための工程表」が含まれている為、2012年1月1日までに交渉が開始される。キルギス、タジキスタンなども興味を示している。

## 参加国
現在の参加国は、ユーラシア経済共同体加盟国のロシア、ベラルーシ、カザフスタン、タジキスタンなど旧ソビエト連邦の国々。ニューヨークタイムズによると2011年キルギス大統領選挙の幾人かの候補者はこの構想を支持しているとされ、タジキスタン政府は加盟の可能性を考えていると言明している。一方、ジョージアは、参加しない公算が高い。

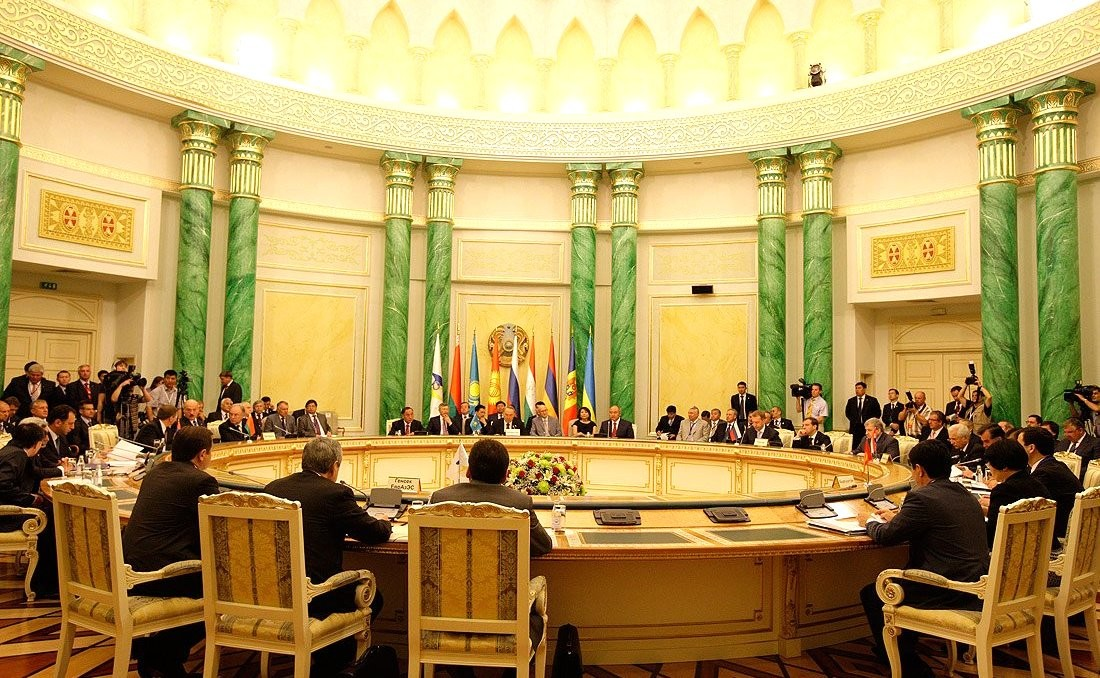
2010年7月5日 カザフスタンで開催された会合

統一ロシアに組織されたモスクワの円卓について、専門家は「旧ソ連諸国の他に、歴史的、文化的に近い国々をユーラシア連合にまとめなければならない」と述べている。ロシアの政治学者ドミトリー・オルロフは、「フィンランド、ハンガリー、チェコ、モンゴル、ベトナム、ブルガリアなどの国々。ヨーロッパかアジアも、参加させるべき」と指摘している。ボリス・グルイズロフ統一ロシア議長に拠れば、経済協力などの議論の中で、「ロシア語がコミュニケーションの共通言語として上げられた」という。
ウラジーミル・プーチンは、ロシア、カザフスタン、ベラルーシの3カ国関税同盟を踏まえ、「われわれは統合をさらに進展させ、より高いレベルに引き上げる意欲的な課題を掲げよう」と主張している。

### 合意された内容

関税同盟

ロシア、ベラルーシ、カザフスタンの関税同盟は、部分的な合意をしている。ユーラシア連合は、このような経済協定を基礎としている。経済協定の促進は、ユーラシア連合に向けた面があるとされる。

## ユーラシア委員会
ロシア大統領ドミートリー・メドヴェージェフ、カザフスタン大統領ヌルスルタン・ナザルバエフ、ベラルーシ大統領アレクサンドル・ルカシェンコによって、ユーラシア経済圏の超国家政府体としてユーラシア経済委員会を設立する合意が調印され、2012年の1月までに委員会が活動を開始するとされた。この委員会はヨーロッパ委員会をモデルにしており、委員会の本部はモスクワに置かれ、委員の宿泊設備とインフラの経費はロシアによって調達され、一般的に委員会は参加国と関税同盟で容認され共有された税金に頼って運用される。
委員会はそれぞれの政府の副大統領や副首相級の大臣によって構成される委員会議会によって進められ、それぞれの国が3人以上の代表者を提供し、これらの代表者が機構の運用管理を執行し、運営を監督する。これらのトップ委員はそれぞれの国で連邦大臣の地位を受ける。委員会はいくつかの部局から構成され、低い地位の局員は84 % がロシア、10 % がカザフ、6 % がベラルーシの公官からなり、これは参加各国の人口に比例している。
ロシアの委員会議会の議員の候補者はヴィクトール・フリステンコで、工業通商大臣であり、フリステンコはこのポストを得るために副大統領となることを求めている。カザフスタンとベラルーシの候補者はまだ決められていない。また、この委員会はお互いの国が「対等」な委員会であることを強調している。
ユーラシア委員会は通商政策への配慮だけでなくこれらの地域のマクロ経済、経済競争の規制、エネルギー資源政策、金融政策等の決定にも適格である。また、政府調達や労働者の移動管理にも影響を及ぼす。委員会での合意には厳重な反腐敗規制が存在する。ドミートリー・メドヴェージェフは欧州連合のポジティブ、ネガティブな経験が考慮されており、ユーラシア連合の加盟国は同等レベルの経済発展と歴史や価値観を持っているため、ユーロ圏に見られるような国家間の経済差異や格差の問題や回避することが論じられていると明言した。将来的には通貨連合も考えられている。
2023年までにナザルバエフは大統領を辞任し、2022年ロシアのウクライナ侵攻が継続され、2023年ナゴルノ・カラバフ衝突はアゼルバイジャンの勝利で決着した現在、この連合が成立しているのかどうかは不明である。

## 批判
批判的な立場からは、「崩壊したソビエト帝国の復活が目的である」とされている。ロイター通信は、「全盛期のソ連の統合に基づいた構想」と報じている。だが、プーチンは、「何らかの形でソ連を復活させる考えはない」と述べて、プーチンはユーラシア連合を「ソ連の最適値」と呼び、普遍的な価値として自由民主主義や市場経済を否定しないとしている。

## 各国の状況

### カザフスタン・ベラルーシ・ロシア
| 国           | 人口        | 面積 (km2) | GDP (PPP)      | 一人当たり GDP (PPP) |
| ------------ | ----------- | ---------- | -------------- | -------------------- |
| カザフスタン | 15,600,000  | 2,717,300  | 1,775億ドル    | 11,415ドル           |
| ベラルーシ   | 9,634,000   | 207,600    | 1,188億ドル    | 12,291ドル           |
| ロシア       | 141,903,979 | 17,075,200 | 2兆2,609億ドル | 15,921ドル           |
| 合計         | 169,877,000 | 20,023,060 |                |                      |

### 現時点での候補国
| 国           | 人口      | 面積 (km2) | GDP (PPP) | 一人当たり GDP (PPP) |
| ------------ | --------- | ---------- | --------- | -------------------- |
| キルギス     | 5,482,000 | 198,500    | 115億ドル | 2,180ドル            |
| タジキスタン | 6,952,000 | 143,100    | 130億ドル | 2,019ドル            |
| アルメニア   | 3,083,000 | 29,800     | 187億ドル | 5,272ドル            |

### それ以外の将来的な候補国
| 国               | 人口       | 面積 (km2) | GDP (PPP) | 一人当たり GDP (PPP) |
| ---------------- | ---------- | ---------- | --------- | -------------------- |
| ウズベキスタン   | 27,488,000 | 447,400    | 715億ドル | 2,629ドル            |
| トルクメニスタン | 5,110,000  | 488,100    | 300億ドル | 5,710ドル            |
| アゼルバイジャン | 8,832,000  | 86,600     | 747億ドル | 8,620ドル            |